# 卡拉伊 (庫安多古班哥省)
17°53′S 19°56′E / 17.883°S 19.933°E
卡拉伊（英語：Calai），是安哥拉的城鎮，位於該國東南部，由庫安多古班哥省負責管轄，南鄰納米比亞，面積7,865平方公里，2013年人口31,000，人口密度每平方公里4人。